# Candela (telenovela)
Candela es una telenovela colombiana realizada por Caracol Televisión para el Canal Uno entre 1994 y 1995. El argumento original es de Darío García, Luis Felipe Salamanca y Gonzalo Córdoba. Fue protagonizada por Angie Cepeda, Florina Lemaitre y Víctor Mallarino y con las participaciones antagónicas de Teresa Gutiérrez y Frank Ramírez.

## Sinopsis
Carmela y Candelaria Daza luchan por el amor de Martín Caballero, lo que ellas no saben es que son madre e hija. Ambas mujeres se enamoran del mismo hombre, que va en busca de las tierras de las Daza para enriquecerse con el petróleo y, mientras que Carmela está dispuesta a entregarlas, su hija prefiere perder al hombre que ama con tal de conservar el lugar donde nació, ya que la hermosa Candelaria ama su tierra y no desea desprenderse de ella.
Cuando lo descubren intentan olvidar el amor por Martín e intentan recuperar esos años perdidos. Sin embargo, esto se verá truncado por los secretos que esconde Carmela, que tiene condenada a la familia Daza al repudio de los habitantes de San Telmo. 
En medio del triángulo amoroso habrá una lucha entre el desarrollo de la industria y la conservación del ambiente, Martín es un empresario e industrial del petróleo y Candelaria es una ambientalista.

## Reparto
- Angie Cepeda ... Candelaria Daza
- Víctor Mallarino ... Martín Caballero
- Florina Lemaitre ... Carmela Daza
- Jairo Camargo ... Julián Armenteros
- Delfina Guido ... Antonia Daza
- Teresa Gutiérrez ... Juana Montes
- Frank Ramírez ... Emiliano Santa
- Adriana Ricardo ... Amparo Mena
- Carmenza Gómez ... Estebana Mena
- José Luis Paniagua ... Julio Robles
- Guillermo Gálvez ... Rodrigo Raigosa
- jacklyn Ramos ... La colegiala
- Patricia Grisales
- Rafael Novoa
- Fausto Cabrera
- Hugo Estrada
- Pier Angeli
- Natalia Giraldo
- Julio Echeverri

## Curiosidades
- El protagonista de esta telenovela iba a ser el actor argentino Fabián Pizzorno, quien venía de cosechar el éxito en la telenovela Guadalupe de la cadena Telemundo en Miami como coprotagonista, pero solo grabó 20 capítulos en Colombia dejando la telenovela a 2 semanas para ser estrenada sin ninguna justificación. Por lo anterior la productora Caracol contrata al actor colombiano Víctor Mallarino para reemplazarlo siendo este su regreso a la actuación nuevamente, ya que venía de estar dirigiendo producciones de la competencia.
- Para su emisión en Venezuela a través de la cadena RCTV se empleó el tema La Fuerza del Corazón del cantante español Alejandro Sanz.

## Premios

### Premios TVyNovelas
- Mejor actor protagónico de telenovela: Víctor Mallarino